# Jugoslávské radikální společenství

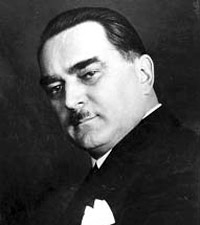
Zakladatel strany Milan Stojadinović

Jugoslávské radikální společenství (srbochorvatsky Jugoslovenska radikalna zajednica/Југословенска радикална заједница, zkráceně JRZ/ЈРЗ, též Jereza/Јереза[zdroj?]) byla politická strana v královské Jugoslávii. Aktivní byla v letech 1935–1941. Vznikla de facto vytvořením koalice některých již delší dobu zavedených stran; srbské Národní radikální strany, slovinské Lidové strany a Jugoslávské muslimské organizace.
Strana fungovala v období politické nesvobody, která byla výsledkem osobní intervence krále Alexandra I. v lednu 1929. Po úspěšném atentátu na jeho osobu vyzvala regentská rada právě Stojadinoviće, aby sestavil vládu.[zdroj?] Ten tak učinil se stranami, které později zformovaly JRS. 19. srpna 1935 byla zaregistrována na jugoslávském Ministerstvu vnitra. Stojadinovićova koalice se tak de facto stala politickou stranou.
Politicky strana vystupovala profašisticky[zdroj?] a v zahraniční politice spoléhala na spojenectví s Německem a Itálii. To ohrožovalo tehdejší orientaci země na Malou Dohodu a vedlo k znepokojení ze strany Rumunska a Československa.[zdroj?] V tématech domácí politiky zastávala centralistické a unitaristické pozice. Jejím přirozeným protivníkem byla proto Chorvatská selská strana.
V posledních volbách v zemi v prosinci 1938 získala strana celkem 1 643 783 hlasů (54,1 %) a 306 mandátů. Po vypuknutí války s Německem v dubnu 1941 se celý politický systém Jugoslávie rozložil (výjimkou byli komunisté, kteří pokračovali v ilegálních aktivitách) a JRS tak přestalo existovat, stejně jako všechny další strany.
Post předsedy vlády zastávali celkem dva předsedové JRS (Milan Stojadinović (1935–1938 a Dragiša Cvetković 1939–1941. Právě první z uvedených předsedů strany se o vznik JRS zasloužil a stranu rozvíjel podle vzoru ne nepodobného některým fašistickým zemím (především Německu). Členové strany nosili zelené košile[zdroj?] a svého předsedu označovali jako Vůdce (Vođa).